# Simulium barraudi
Simulium barraudi är en tvåvingeart som beskrevs av Puri 1932. Simulium barraudi ingår i släktet Simulium och familjen knott. Inga underarter finns listade i Catalogue of Life.